# Palestro (1866)
«Палестро» (італ. Palestro) — броненосець однойменного типу Королівських військово-морських сил Італії другої половини 19-го століття.

## Історія створення
Броненосці типу «Палестро» були розроблені інженером Джузеппе Де Лука (італ. Giuseppe De Luca) та побудовані на верфі «Forges et Chantiers de la Méditerranée» у місті Ла-Сейн-сюр-Мер, Франція.
«Палестро» був закладений у 1864 році, спущений на воду у вересні 1865 року, ступив у стрій 1 січня 1866 року.

## Історія служби
Після введення корабля в експлуатацію ним командував капітан II рангу Луїджі Фінкаті (італ. Luigi Fincati). Корабель вирушив в Неаполь для підготовки екіпажу. За декілька місяців Фінкаті був призначений капітаном однотипного броненосця «Варезе», а капітаном «Палестро» став капітан II рангу Альфредо Каппелліні.
З початком австро-італійської війни «Палестро» прибув до Анкони, де увійшов до складу ескадри адмірала Карло Пелліон ді Персано.
Італійські кораблі декілька разів виходили в море для блокування австрійських портів на Адріатиці, але через нерішучість командувача ді Персано не вступали у сутички з ворогом.
16 липня 1866 року під натиском уряду італійська ескадра вийшла з Анкони в море із завданням захопити (за допомогою висадки десанту) острова Лісса, на якому містилася укріплена база австрійського флоту. Для збільшення дальності плавання на палубах кораблів (у тому числі на «Палестро») розмістили додатковий запас вугілля.
Під час битви біля Лісси 20 липня 1866 року «Палестро» йшов у кільватерній колоні за броненосцем «Ре д'Італія», позаду йшов паровий фрегат «Сан Мартіно».
Під час перестрілки з австрійськими кораблями «Палестро» був пошкоджений вогнем броньованого фрегата «Драхе», загорівся і мусив покинути колону. Екіпаж декілька годин боровся з вогнем, але безуспішно. У другій половині дня загорілось вугілля, розміщене на палубі, згодом вогонь дістався до порохових погребів, здетонував боєзапас, корабель вибухнув і затонув. Загинули командир корабля Альфредо Каппелліні, 19 офіцерів та 193 матроси. Врятуватись вдалось лише 23 членам екіпажу.